# Balatonszőlős
Balatonszőlős község Veszprém vármegyében, a Balatonfüredi járásban. 

## Fekvése
A kistelepülés a Balaton északi partján, a Balaton-felvidéken, a Pécsely–Szőlős-medence keleti részén fekszik Balatonfüredtől és a Tihanyi-félszigettől északra, a tótól 5-6 kilométerre. Északról a Nagy-Gella, keletről a Száka és a Torma-hegy határolja. A festői szépségű dombokat szőlőültetvények és pincék szegélyezte erdők veszik körül.
A település szomszédai északról Tótvázsony és Hidegkút, délkeletről Balatonfüred, délről Aszófő, nyugatról Pécsely, északnyugatról pedig Barnag. A legközelebbi városok: Balatonfüred 5 kilométerre és Veszprém mintegy 20 kilométerre. Észak-déli irányban a Balatonfüredet Tótvázsonnyal összekötő 7304-es út végighúzódik a község keleti részén, s nyugatról, Pécsely felől ebbe torkollik bele a településközponton átmenő 7338-as út.

## Története
A település Szent István magyar király korától az 1945-ös megyerendezésig Zala vármegyéhez tartozott.

## Közélete

### Polgármesterei
- 1990–1994: Nagy Lajos (független)[3]
- 1994–1998: Nagy Lajos (független)[4]
- 1998–2002: Nagy Lajos (független)[5]
- 2002–2003: Nagy András (független)[6]
- 2003–2006: Nagy András (független)[7]
- 2006–2010: Nagy András (független)[8]
- 2010–2014: Mórocz László (független)[9]
- 2014–2019: Mórocz László (független)[10]
- 2019–2024: Mórocz László (független)[11]
- 2024– : Mórocz László (független)[1]

A településen 2003. december 28-án időközi polgármester-választást (és képviselő-testületi választást) tartottak az előző képviselő-testület önfeloszlatása miatt. A választáson az előző polgármester is elindult, és megerősítette pozícióját.

## Népesség
A település népességének változása:
| Lakosok száma | 625  | 624  | 624  | 675  | 668  | 655  | 648  |
|               | 2013 | 2014 | 2015 | 2021 | 2022 | 2023 | 2024 |

A 2011-es népszámlálás idején a lakosok 86,7%-a magyarnak, 1,1% németnek, 0,5% cigánynak, 0,5% románnak, 0,2% szlovénnek mondta magát (13,3% nem nyilatkozott; a kettős identitások miatt a végösszeg nagyobb lehet 100%-nál). A vallási megoszlás a következő volt: római katolikus 29,5%, református 16,9%, evangélikus 0,9%, görögkatolikus 0,2%, izraelita 0,2%, felekezeten kívüli 24,4% (27,2% nem nyilatkozott).
2022-ben a lakosság 83,7%-a vallotta magát magyarnak, 1,6% németnek, 0,9% ukránnak, 0,6% örménynek, 0,3% ruszinnak, 0,3% cigánynak, 0,1-0,1% görögnek, románnak és szlovénnek, 4% egyéb, nem hazai nemzetiségűnek (15,6% nem nyilatkozott; a kettős identitások miatt a végösszeg nagyobb lehet 100%-nál). Vallásuk szerint 22,3% volt római katolikus, 11,8% református, 0,1% evangélikus, 0,1% görög katolikus, 0,7% egyéb keresztény, 0,6% egyéb katolikus, 15,6% felekezeten kívüli (48,7% nem válaszolt).

## Nevezetességei
- Szőlősi Kocsma Balatonszőlős, Fő u. 10.
- 14. században épült, támpilléres tornyú református templom

## Képgaléria

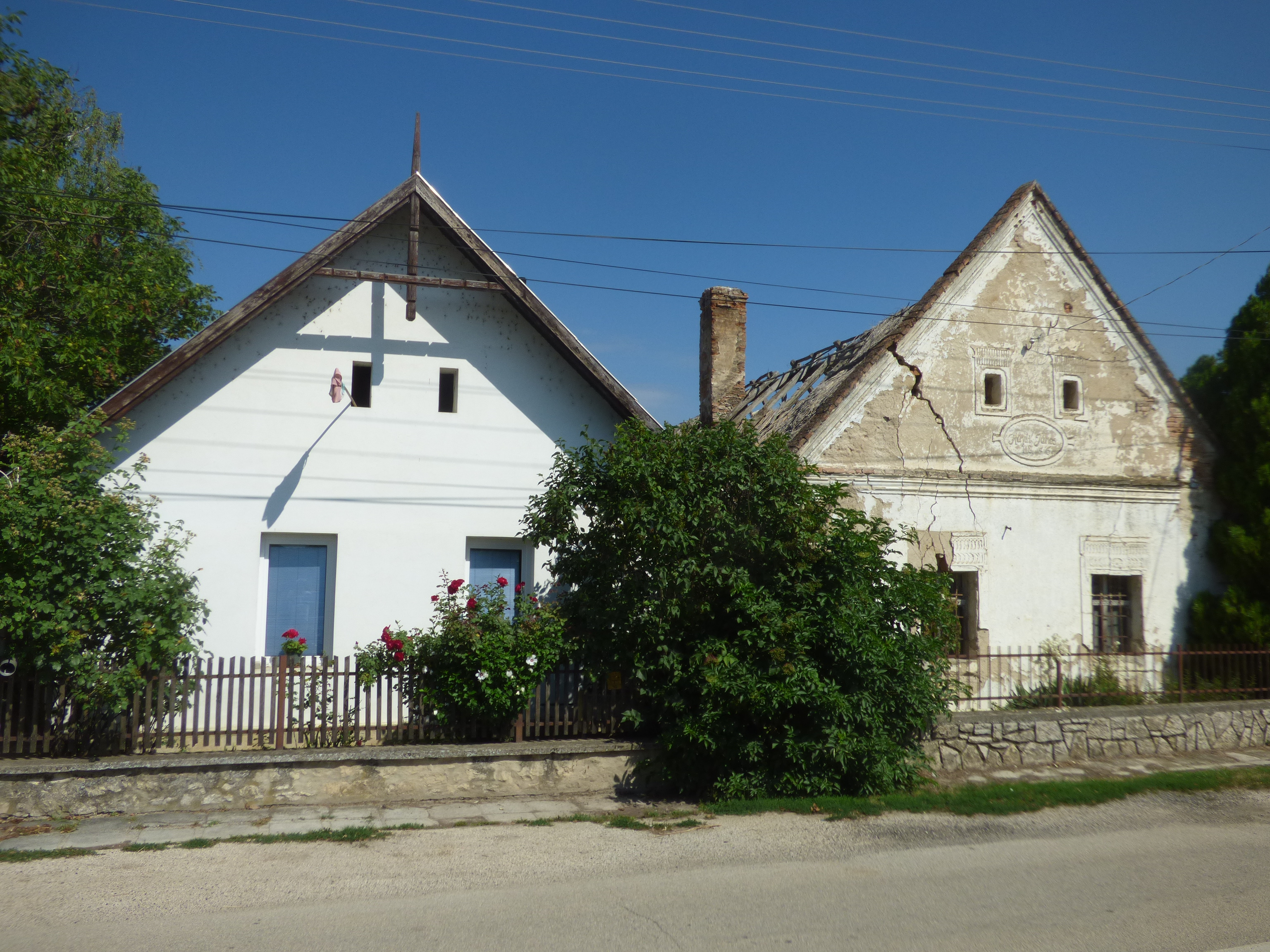
Népi műemlék lakóházak
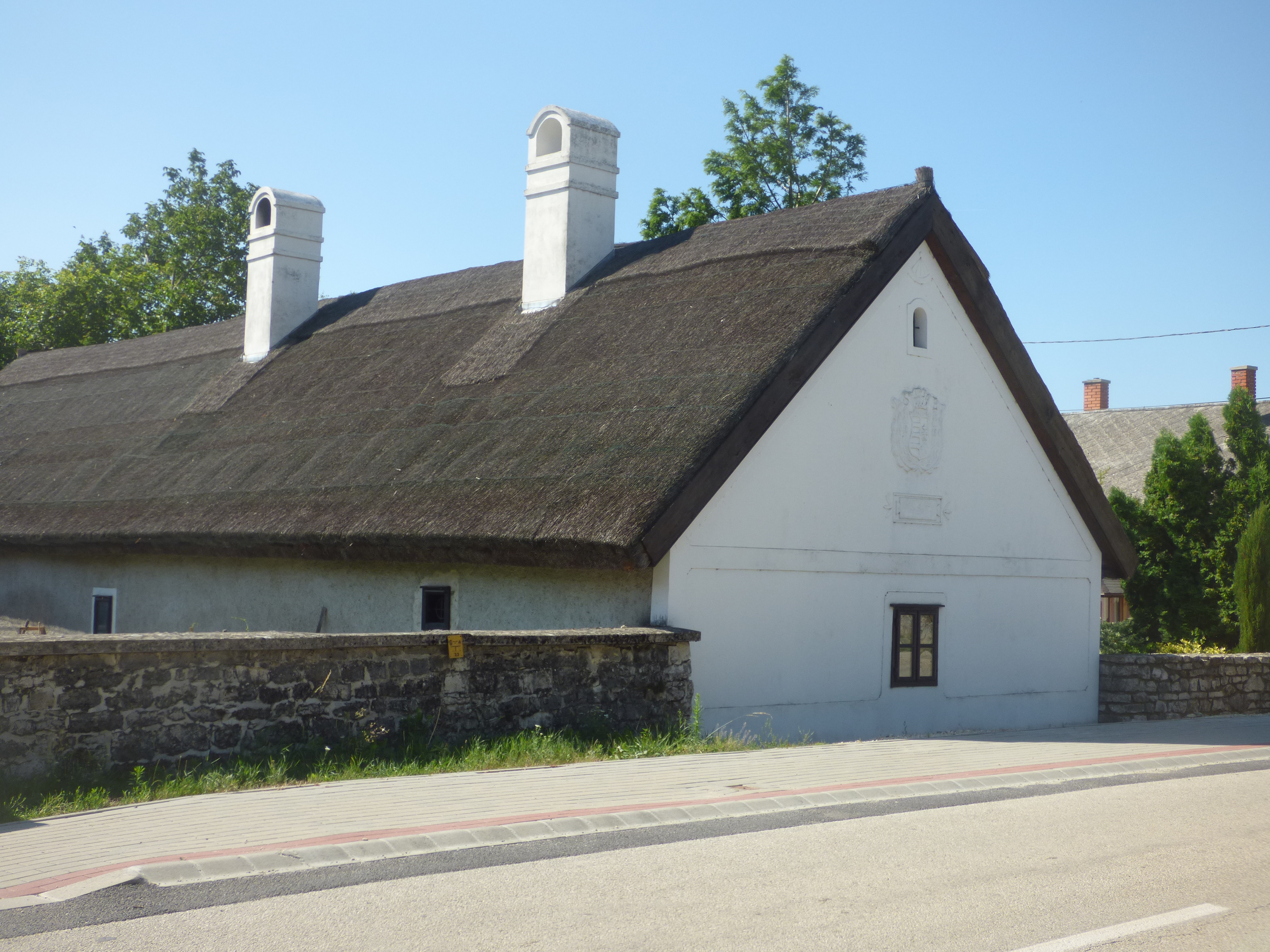
Régi nádtetős lakóház
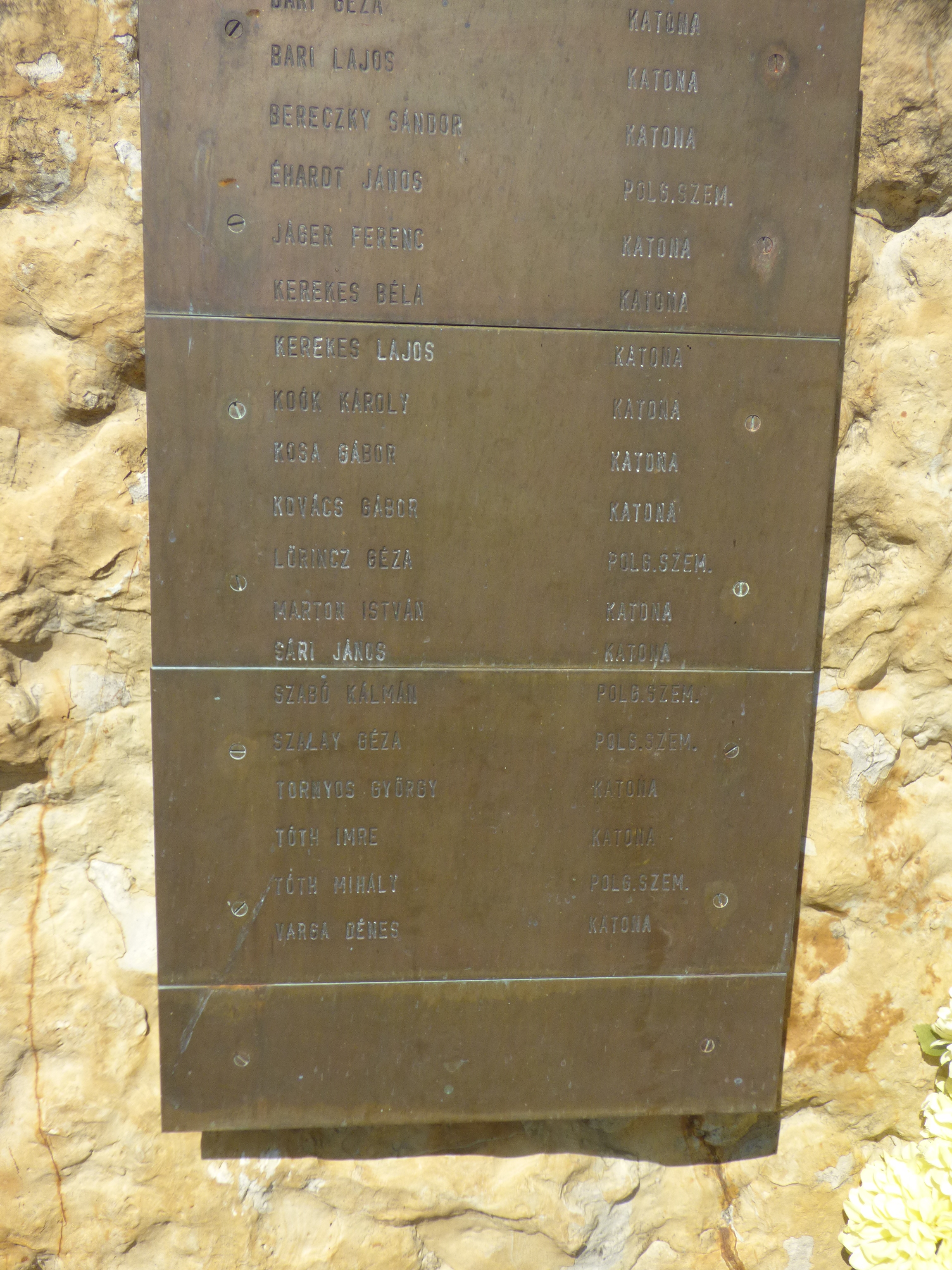
Tábla a hősi emlékművön
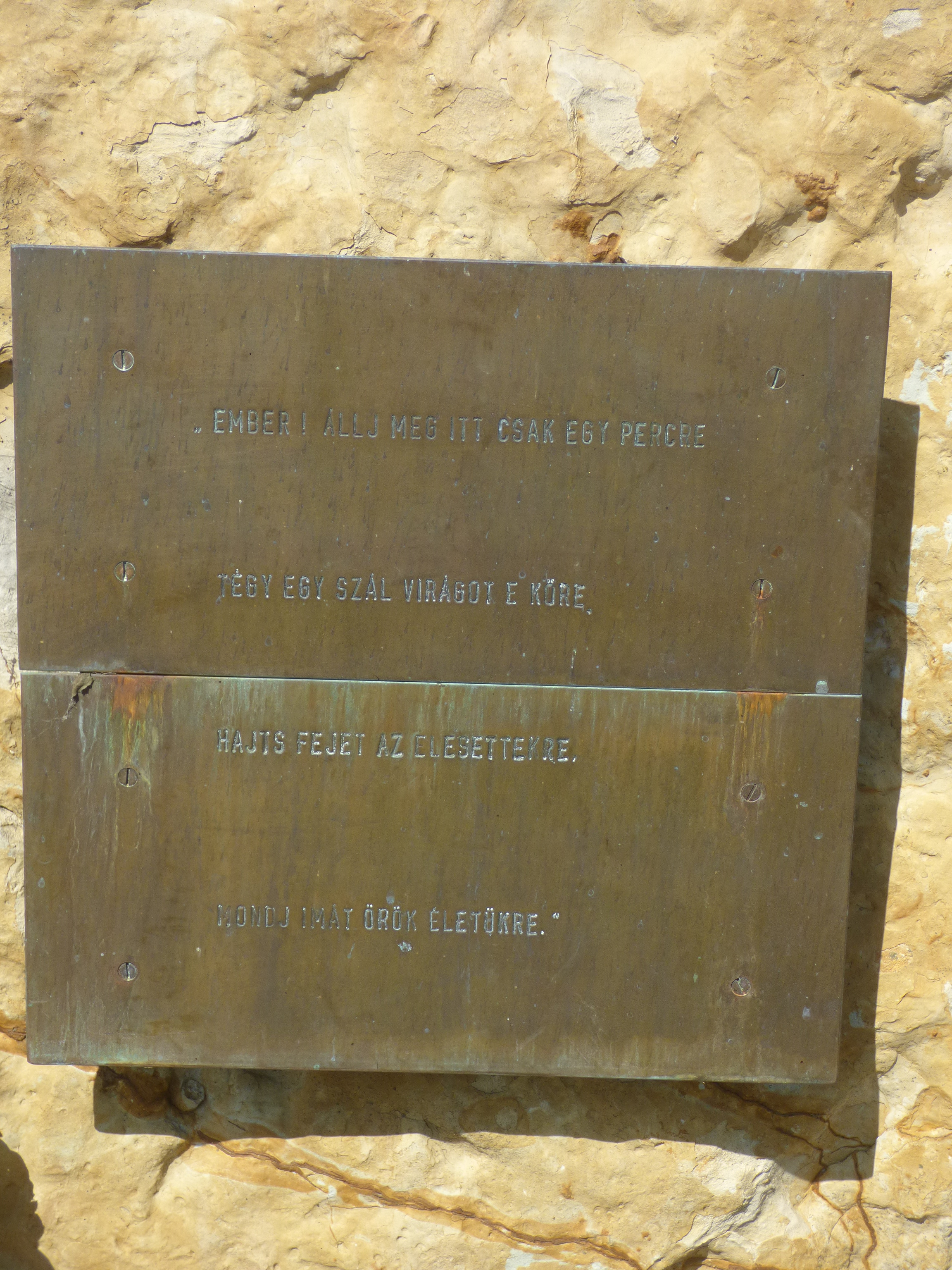
Tábla a hősi emlékművön
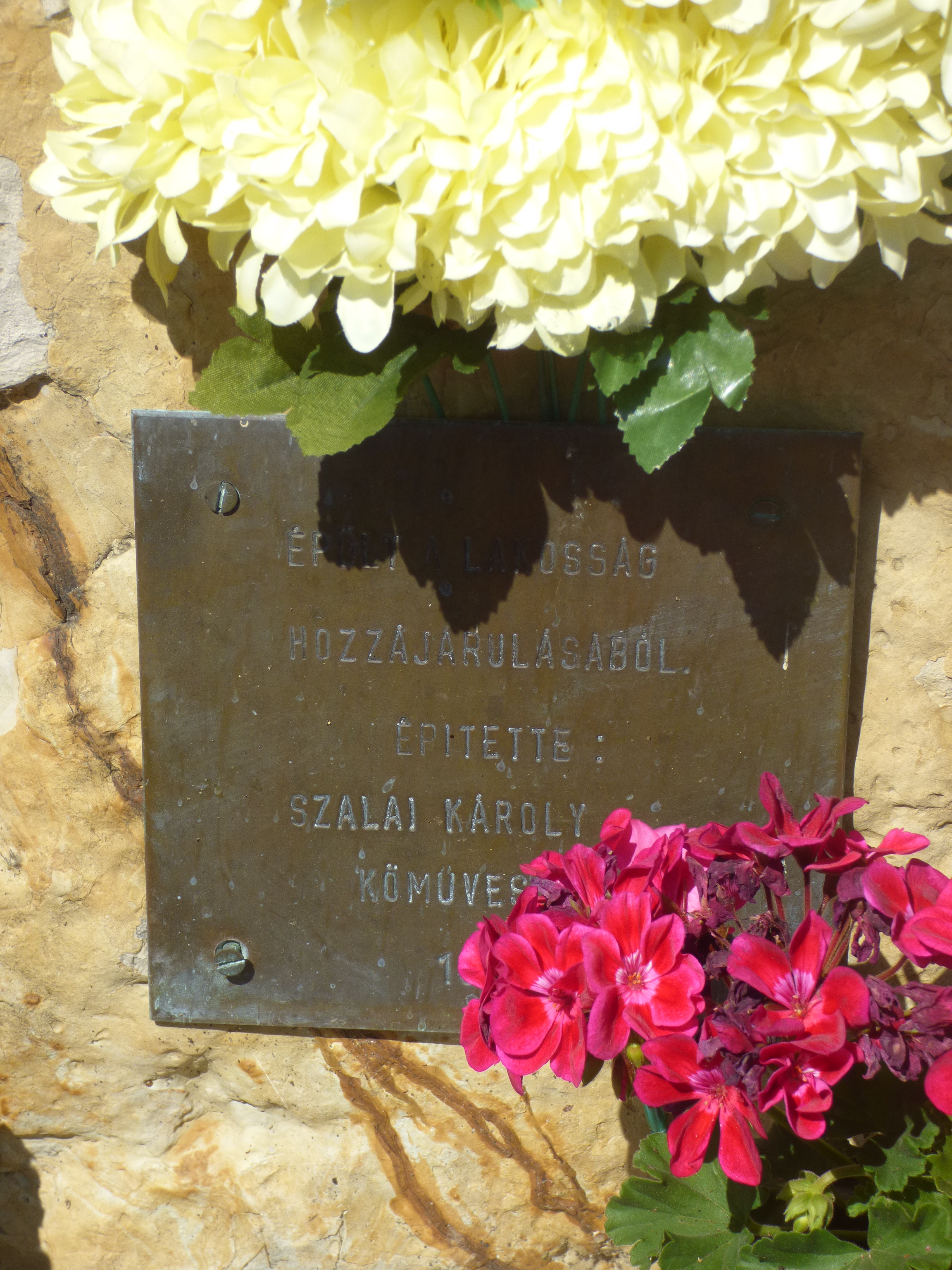
Tábla a hősi emlékművön
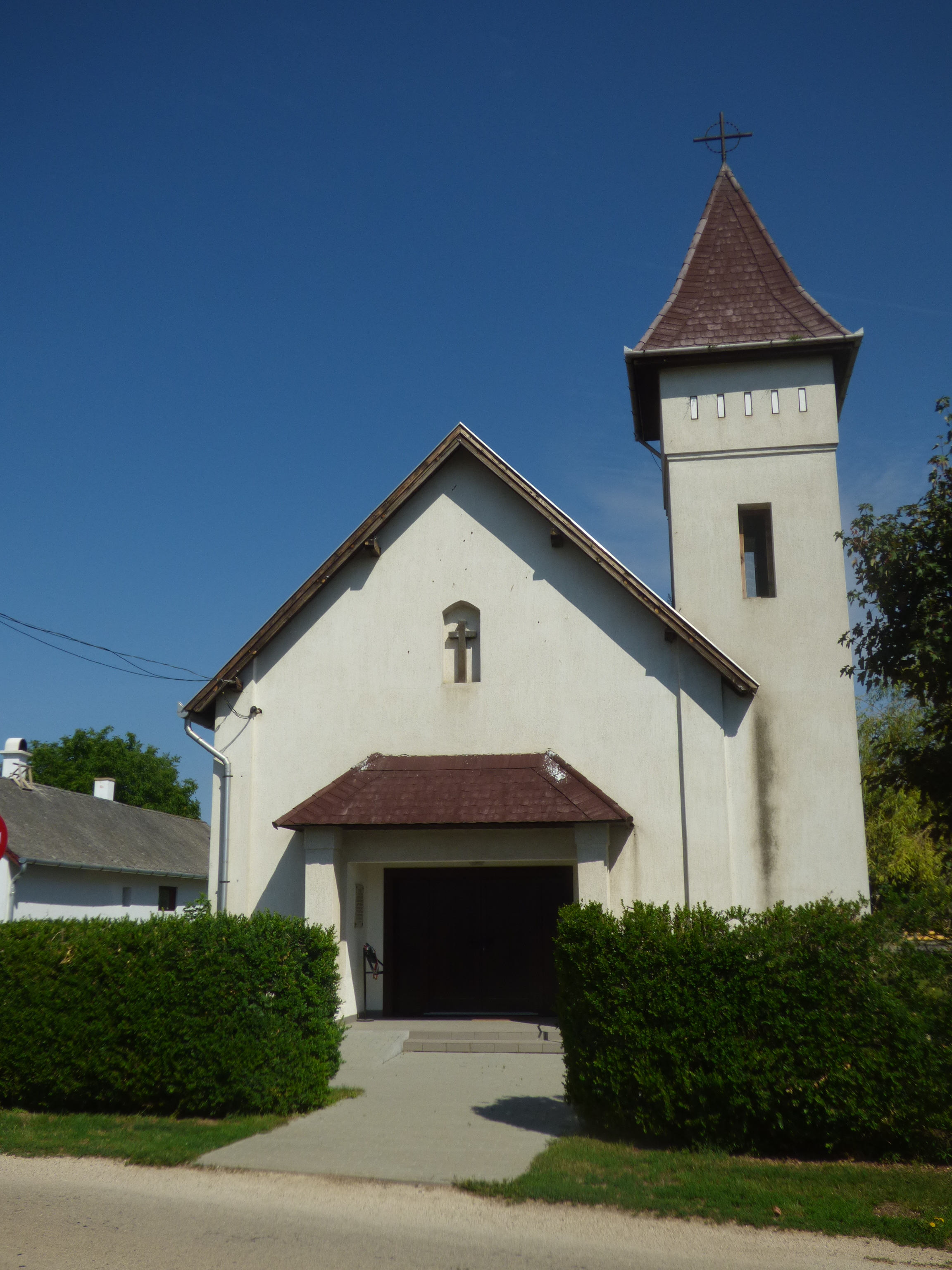
Katolikus templom
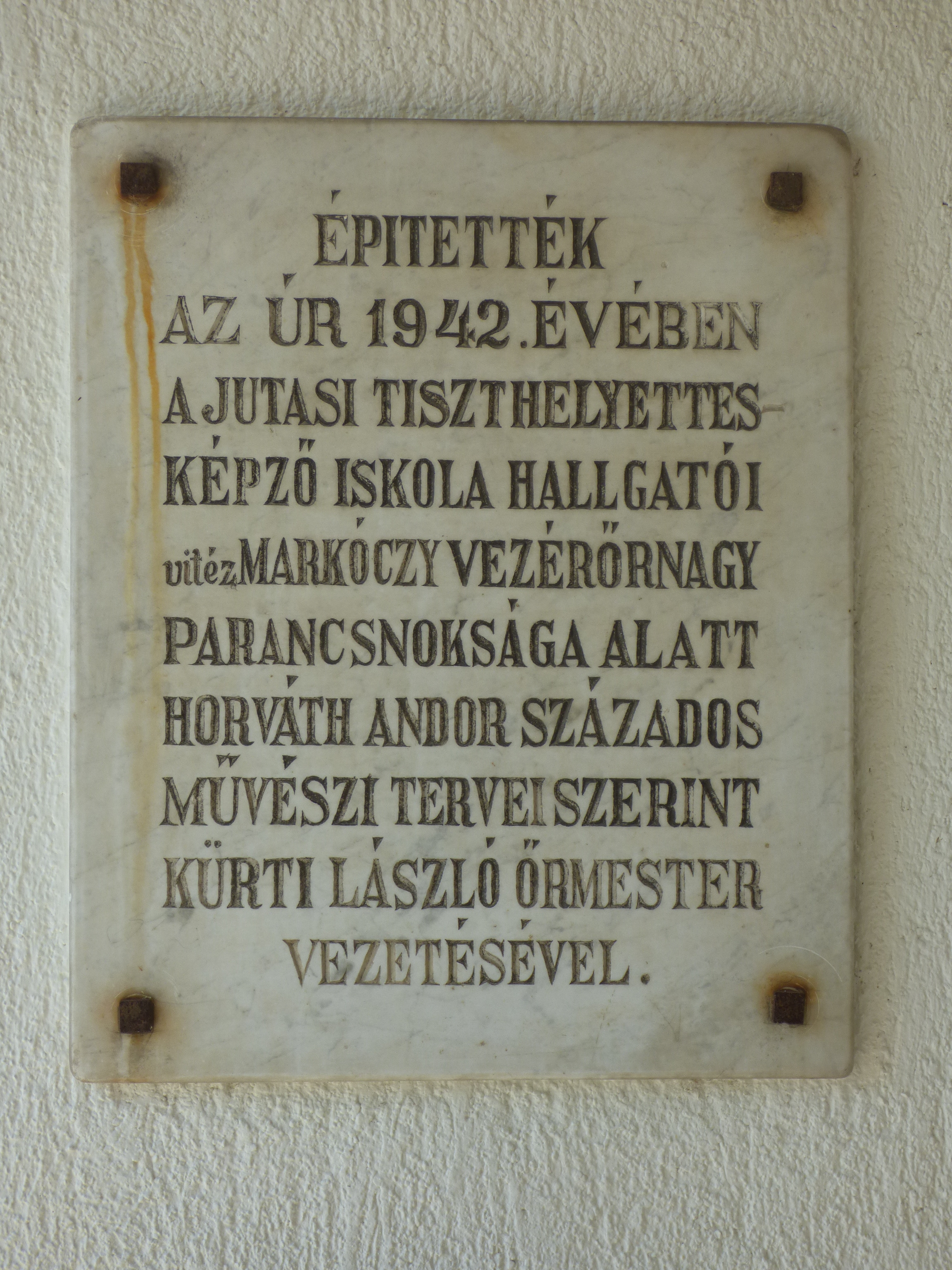
Emléktábla a balatonszőlősi katolikus templom bejáratánál
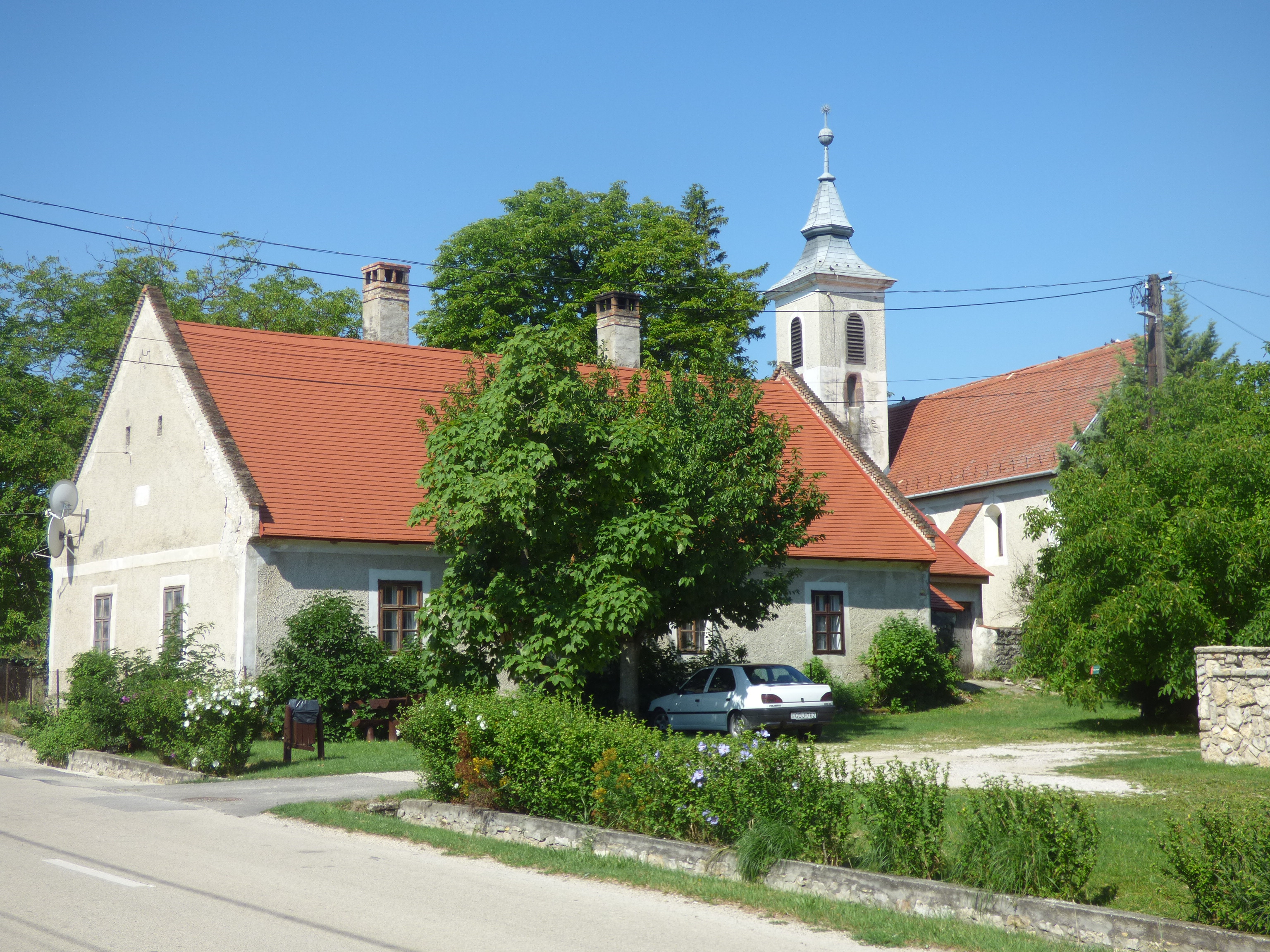
Református templom és paplak
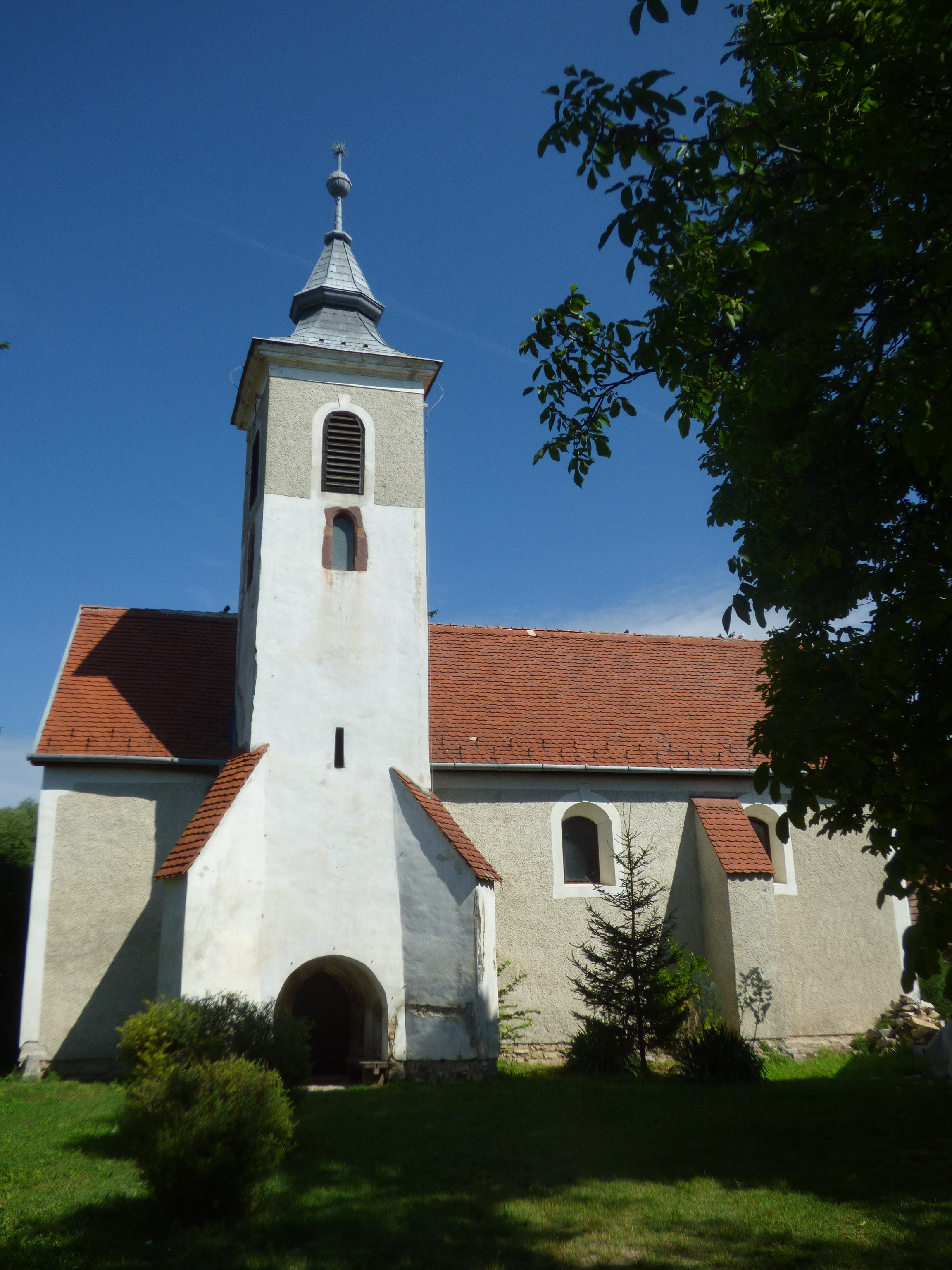
A református templom
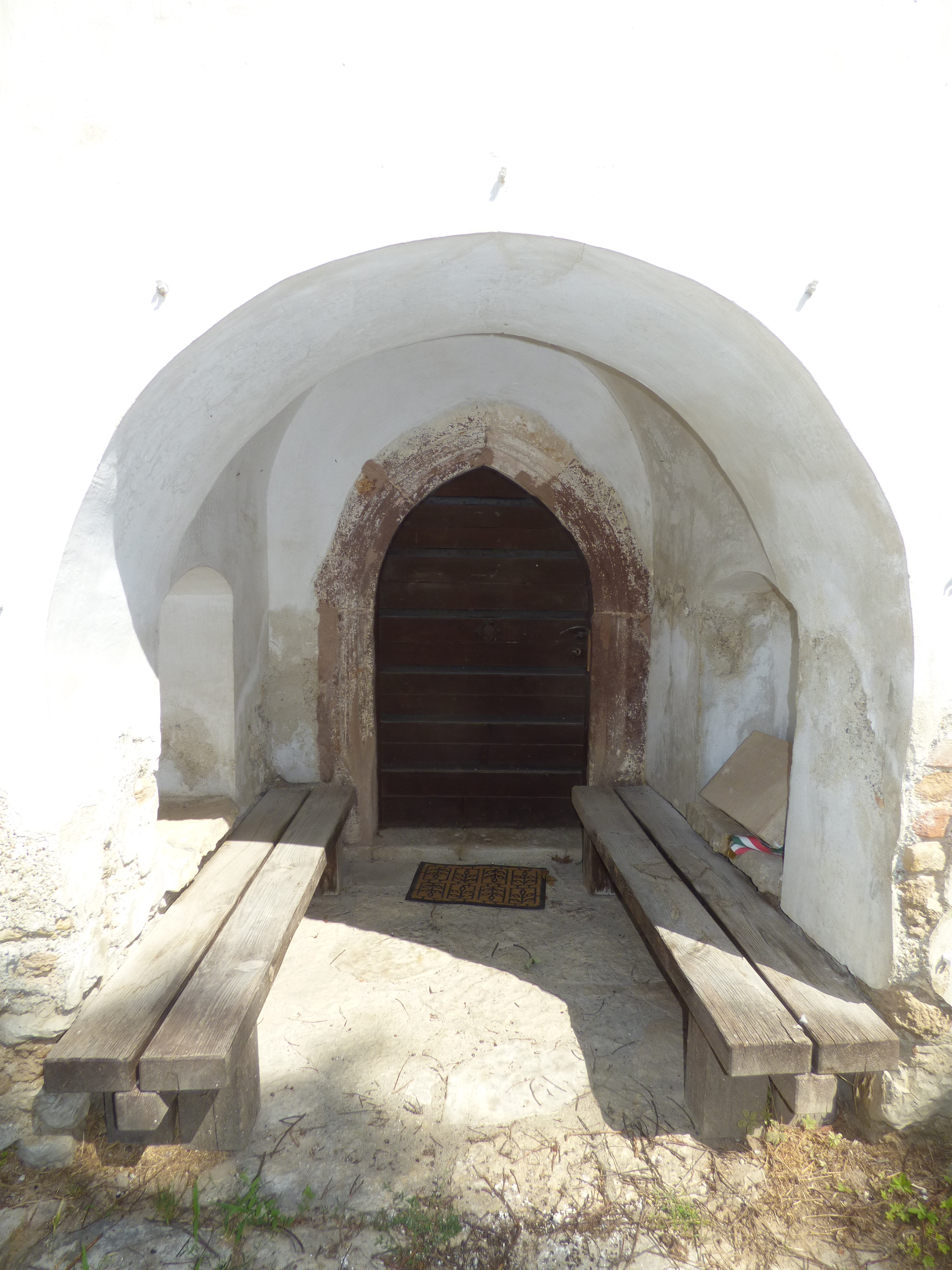
A református templom bejárata
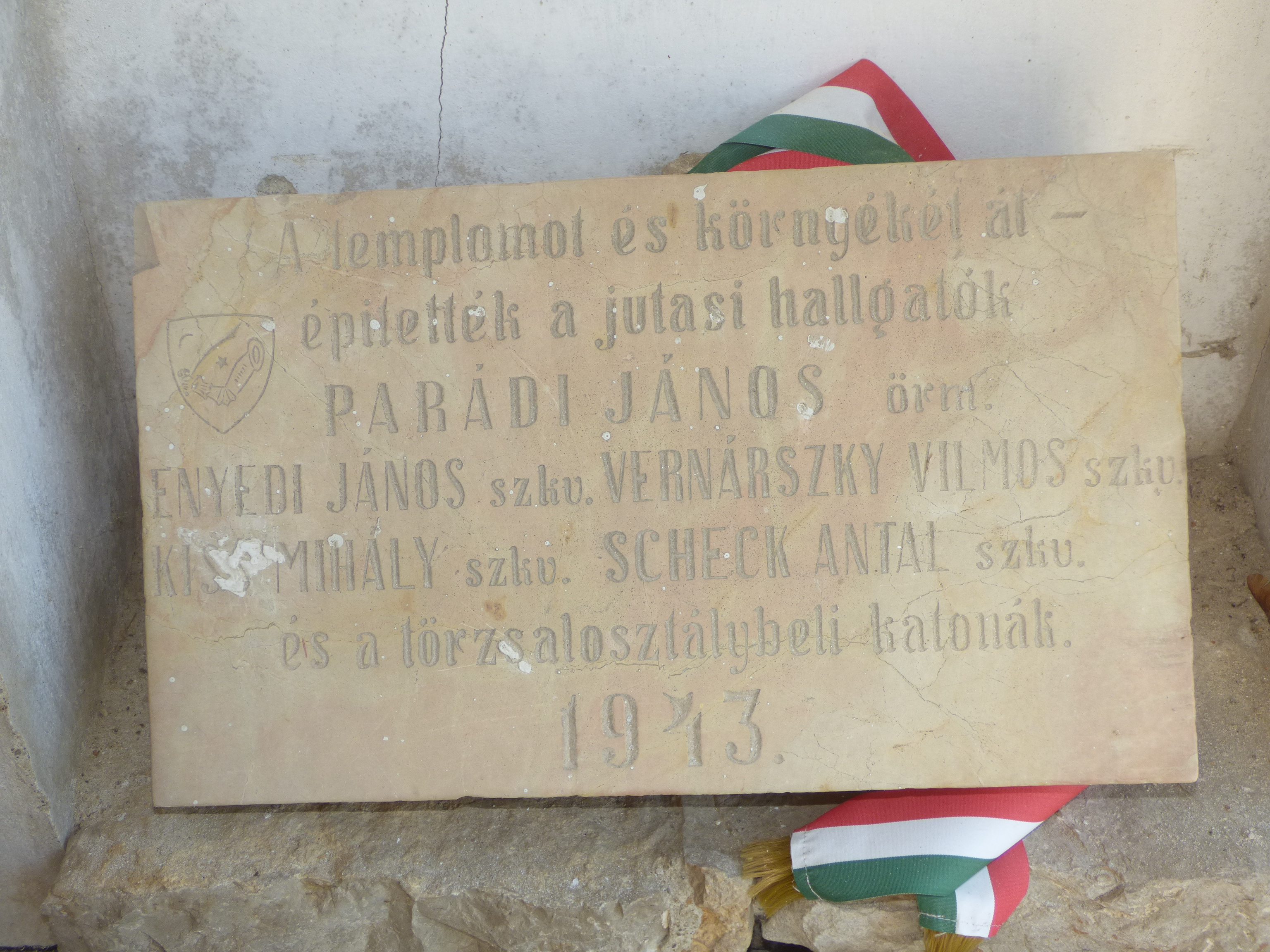
Emléktábla a református templom bejáratánál
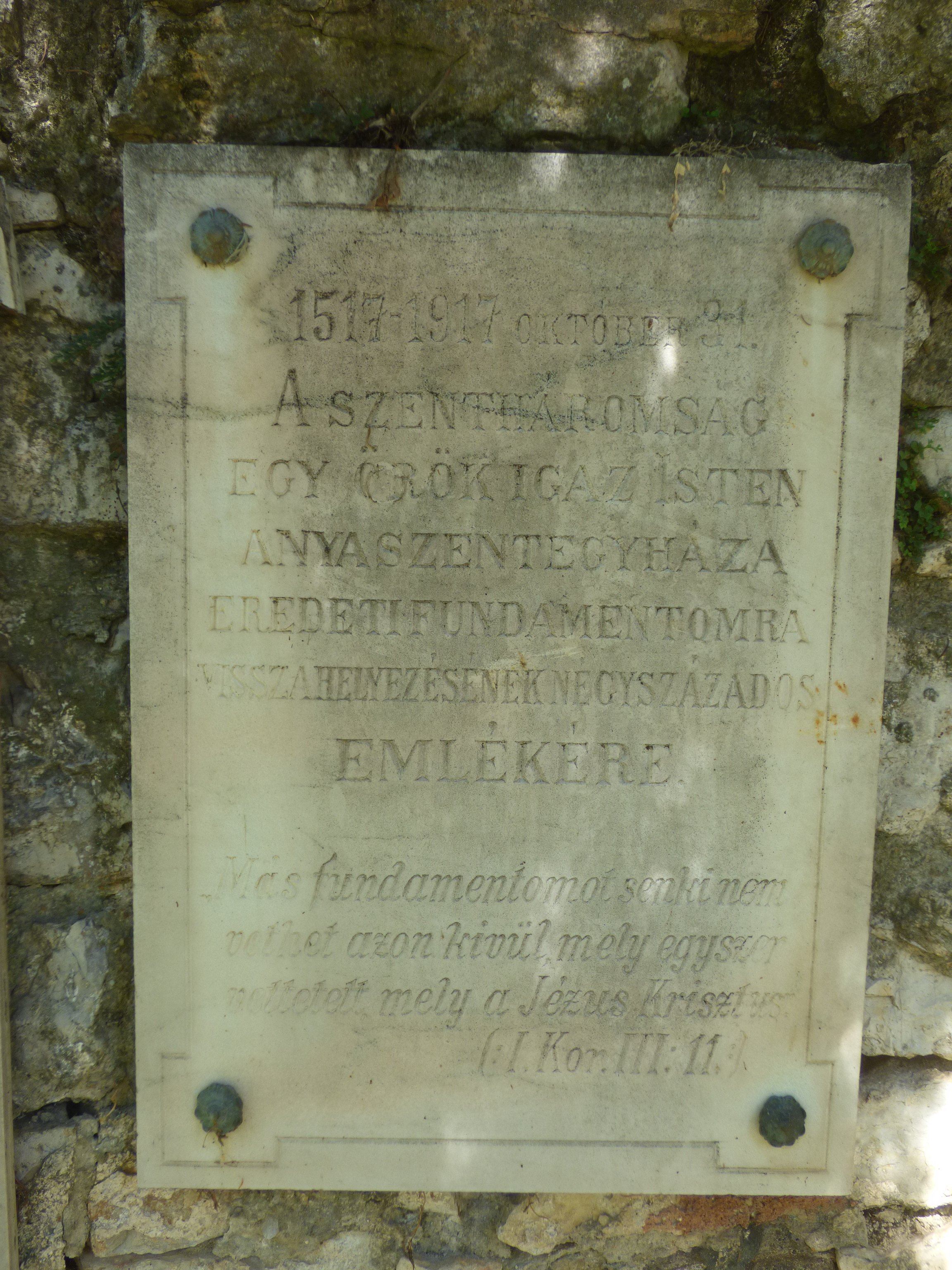
Emléktábla a református templom kőkerítésén